# Larfiagem
Larfiagem, também conhecido como grinfia ou hervalês, é um argot ou criptoleto, um código linguístico para uso secreto, típico da cidade brasileira de Herval d'Oeste, no estado de Santa Catarina.
Foi criado na década de 1950 por um grupo de crianças e adolescentes que trabalhavam junto à estação ferroviária, orientando passageiros, carregando bagagens, reservando assentos nos trens, engraxando sapatos e desempenhando outras pequenas tarefas. O objetivo era tanto lúdico como prático: ao usar uma linguagem que não era entendida pelos outros, podiam tirar vantagem das situações e eventualmente aumentar seus parcos ganhos, além de despistar a polícia, que não permitia suas atividades.
O argot floresceu até a década de 1970, mas entrou em declínio depois da desativação da ferrovia. No entanto, ainda sobrevive entre os seus praticantes mais antigos, muitas de suas palavras e expressões hoje são de domínio público local, sendo usadas regularmente pela população, mas são poucos os que o dominam amplamente. Houve outros ensaios de resgate desse linguajar original. Foi registrado em dicionário e foi proposta sua inclusão no currículo escolar, mas ela não foi aprovada. Por outro lado, há planos de se criar oficinas para a multiplicação de falantes.
A larfiagem permanece pouco conhecida fora da cidade, mas já foi tema de matérias em veículos de circulação nacional. Contribuiu para sua divulgação em maior escala a realização de um documentário, Larfiagem (2017), dirigido pela pesquisadora Gabi Bresola, que foi apresentado em vários festivais e recebeu prêmios: Melhor Documentário no Fórum Audiovisual Mercosul e Melhor Documentário, Melhor Filme do Júri Popular e Melhor Filme do Júri Oficial da Mostra de Curtas Catarinense. Bresola justificou seu interesse pelo tema referindo-se ao seu papel sociocultural: "Vejo a possibilidade de percebermos a nossa cultura. Retratar essa narrativa marginal, que não vai aparecer nos livros de história, é importante". Em 2019 a larfiagem foi incluída por decreto no Patrimônio Imaterial do município, considerando seu interesse histórico e cultural e seu enquadramento nos requisitos do Inventário Nacional da Diversidade Linguística. Em 2019 estava em tramitação a proposta de sua inclusão no Patrimônio Imaterial do estado de Santa Catarina.